# Castillo de Gizeux

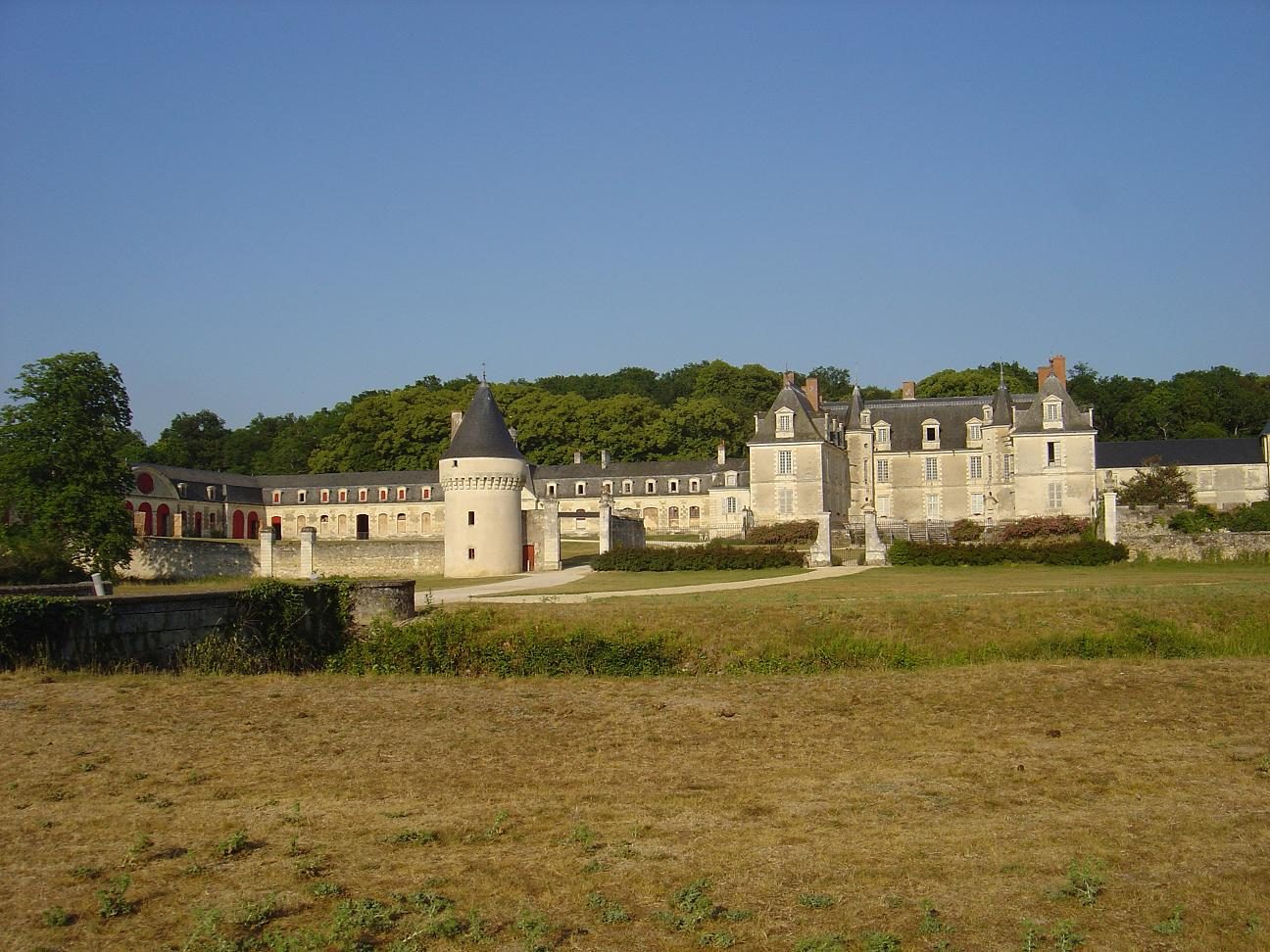
Vista general del castillo de Gizeux.

El Castillo de Gizeux —en francés: Château de Gizeux— es un castillo francés que data de la Edad Media situado en la comuna de Gizeux, en las fronteras de la antigua provincia de Anjou. La construcción se encuentra en el parque natural nacional de Loire-Anjou-Touraine, en la confluencia de los departamentos Indre-et-Loire y Maine-et-Loire.
Sus fachadas alcanzan más de 250 metros de largo, convirtiéndose en el mayor castillo de Touraine angevine. Es Monumento histórico de Francia desde el 24 de mayo de 1945.

## Geografía
Este monumento está situado a unos veinticinco kilómetros al norte de Bourgueil y a 25 kilómetros de Saumur. Está integrado al parque natural regional Loire-Anjou-Touraine, región verde y arbolada. La zona está a medio camino de Angers y Tours.
El castillo fue parte de la antigua provincia de Anjou y ahora se encuentra en Touraine angevine. Fue construido en el sitio de un antiguo castillo del siglo XIV.

## Historia
Dependió del Senescal de Saumur y de la antigua provincia de Anjou. El señorío de Gizeux perteneció a la familia del poeta Joachim du Bellay desde 1315 a 1660; luego, se convirtió en propiedad de varios de los marqueses Gizeux de la familia de Louis Georges Érasme de Contades.
En 1789, durante la Revolución Francesa, el marqués Louis Gabriel de Contades (1759-1825), oponiéndose a la acción revolucionaria, tuvo que huir de Francia y se refugió en Saint-Domingue; no volverá a Gizeux sino hasta 1801.
En 1790, esta parte de Anjou se extendía desde Bourgueil por el sur a Château-la-Vallière por el norte y abarcaba Gizeux que se adjuntó al departamento de Indre-et-Loire .

## Características
La edificación conserva diversas partes construidas en diferentes épocas. Así, el estilo medieval convive junto con arquitectura renacentista.
El castillo cuenta con dos galerías de arte bien importantes que la hacen única: la Galería François I decorada por pintores italianos a principios del siglo XVII y la Gran Galería de los Castillos, decorada por una escuela de pintura a fines del siglo XVII; incluye paneles que representan castillos reales y escenas rurales en 400 m².
Por otro lado, en 1829 se construyó un parque, mientras que cerca del castillo se encuentra una iglesia que contiene una espléndida tumba de Du Bellay.